# 神戸市立淡河中学校
神戸市立淡河中学校（こうべしりつおうごちゅうがっこう）は、兵庫県神戸市北区にある公立中学校。略称は淡中（）。

## 沿革
- 1947年（昭和22年）
  - 4月1日 - 淡河村立淡河中学校が開校。
  - 5月9日 - 上淡河村立上淡河中学校が開校。
- 1958年（昭和33年）2月1日 - 淡河村が神戸市に編入。神戸市立淡河中学校と改称。
- 1963年（昭和38年）4月1日 - 神戸市立上淡河中学校と統合。
- 1993年（平成5年）10月20日 - 現校舎が竣工。

## 教育努力目標
- 心も身体も元気な生徒を育てる。
- 地域を理解し愛する生徒を育てる。
- 英語を積極的に使う生徒を育てる。
- 最後までやり通せる生徒を育てる。

## 生徒会活動
- 生徒会執行部
- 体育委員会
- 生活委員会
- 保健委員会
- 文化委員会
- 美化委員会
- 図書委員会

## 部活動
- 運動部：陸上競技部、男子卓球部、男子バレーボール部
- 文化部：音楽部、美術部

## 通学区域
- 神戸市北区
  - 淡河町

## 進学前小学校
- 神戸市立淡河小学校
- 神戸市立好徳小学校

## 校区内の主な施設
- 神戸市北区役所淡河連絡所
- 神戸市立淡河好徳幼稚園
- 淡河八幡神社
- 石峯寺
- 淡河城跡
- 道の駅淡河

## 交通アクセス
- 神鉄道場南口駅乗り換え　神姫バス三木行き　淡河中学校前下車
- 神鉄上の丸駅乗り換え　　神姫バス三田行き　淡河中学校前下車

## 通学区域が隣接している学校
- 神戸市立大沢中学校
- 神戸市立義務教育学校八多学園
- 神戸市立山田中学校
- 三木市立緑が丘中学校
- 三木市立三木中学校
- 三木市立吉川中学校